# Ichirō Nagai
Ichirō Nagai (永井一郎?, Nagai Ichirō; Ikeda, 10 maggio 1931 – Hiroshima, 27 gennaio 2014) è stato un attore e doppiatore giapponese.
Precedentemente rappresentato dalla Tokyo Actor's Consumer's Cooperative Society, ha successivamente lavorato per la Aoni Production.

## Carriera
Ichirō Nagai iniziò la sua carriera come attore. La sua prima apparizione in un film avvenne nel 1960 ne Il cimitero del sole diretto dal regista Nagisa Ōshima. La sua prima esperienza da doppiatore arrivò invece nel 1962, doppiando King nel film d'animazione Le meravigliose avventure di Simbad diretto da Masao Kuroda e Taiji Yabushita.
Durante la sua carriera ha doppiato numerosi personaggi di molte serie animate, tra cui Sakurambo in Lamù, Happosai in Ranma ½, Karin in Dragon Ball, Dragon Ball Z e Dragon Ball GT, Master Xia Fu in Juken Sentai Gekiranger e Jirokichi Suzuki (prima voce) in Detective Conan.

## Ruoli interpretati

### Anime
- Akuma-kun (Dr. Faust)
- Happy Lucky Bikkuriman (Shama Khan)
- Conan il ragazzo del futuro (Capitano Dyce)
- Cyborg 009 1968 (Chang Changku/Cyborg 006)
- Cyborg 009 1979 (Odin)
- Detective Conan (Jirokichi Suzuki, ep. 356-725 e film 14)
- Devilman (Alphonse)
- Il dr. Slump e Arale (Nonno di Senbei)
- Dragon Ball (Tsuru-sen'nin, Karin)
- Dragon Ball Z (Karin)
- Dragon Ball Kai (Karin)
- GeGeGe no Kitaro 1968, 1971, 1985 (Konaki Jiji)
- Getter Robot Go (Professor Tachibana)
- Hunter × Hunter (serie 2011) (Isaac Netero)
- Legend of the Galactic Heroes (Thomas von Stockhausen)
- Mademoiselle Anne (Tenente Hanamura)
- Marco (Pepe il burattinaio)
- Master Keaton (Taihei Hiraga)
- Mobile Suit Gundam (Narratore, Degwin Sodo Zabi, Akahana)
- Monster (Dr. Reichwein)
- Mōretsu Atarō 1969 (Batsugorou)
- Pokémon (Professor Nanba)
- Ranma ½ (Happosai)
- Record of Lodoss War (Narratore)
- Sazae-san (Namihei Isono, Umihei Isono)
- Anpanman (Furudokei-san)
- Star Blazers (Dr. Sakezo Sado, Chief Hikozaemon Tokugawa)
- Spiral: The Bonds of Reasoning (Raizo Shiranagatani)
- Steam Detectives (Glummy)
- Flo la piccola Robinson (Sig. Morton)
- Tatakae!! Ramenman (Narratore, Chén Zōng-Míng)
- Lamù (Sakurambo)
- Little Wansa (Megane)
- Yamato 2520 (Shima)
- Yawara! - Jenny la ragazza del judo (Jingorou Inokuma)

### Videogiochi
- D2 (Nonno di Jannie)
- Dragon's Dogma: Dark Arisen (Adaro)
- Final Fantasy IV (Remake) (Cid Pollendina)
- Hunter × Hunter: Wonder Adventure (Isaac Netero)
- Jak and Daxter: The Precursor Legacy (Samos il saggio)
- Jak II: Renegade (Samos il saggio)
- Kingdom Hearts (Filottete)
- Kingdom Hearts II (Filottete)
- Kingdom Hearts Birth by Sleep (Filottete, Brontolo)
- Lupin the 3rd: The Castle of Cagliostro: Reunion (Jodo)
- Onimusha: Warlords (Narratore)
- Onimusha 2: Samurai's Destiny (Narratore)
- Onimusha: Blade Warriors (Narratore)
- Onimusha 3 (Narratore)
- Phantasy Star Universe (Rukaimu Nēv)
- Soulcalibur IV (Yoda)